# Pierre Leroy-Beaulieu (homme politique, 1928-2006)
Pour les articles homonymes, voir Pierre Leroy-Beaulieu, Leroy et Beaulieu.
Pour les autres membres de la famille, voir Famille Leroy-Beaulieu.
Pierre Leroy-Beaulieu, né le 5 décembre 1928 à Paris et mort le 6 octobre 2006 à Agde, est un conseiller en relations publiques et homme politique français. Il a été député (UDR) de l'Hérault et maire d'Agde durant 18 années, de 1971 à 1989.

## Biographie

### Origines et formation
Pierre Leroy-Beaulieu est le fils de Paul Leroy-Beaulieu (1902-1999), qui était inspecteur général des finances, conseiller financier du haut-commandement allié à Berlin puis de l'ambassade de France à Bonn, président du bureau économique et financier de l'OTAN, et de Marie-Thérèse de Gailhard-Bancel.
Il est le petit-fils de Pierre Leroy-Beaulieu et arrière petit-fils de Hyacinthe de Gailhard-Bancel.
Il est le frère de l'acteur Philippe Leroy-Beaulieu.
Il suit ses études à la villa Saint-Jean, au lycée Gerson et au lycée Janson-de-Sailly.

### Carrière
Il est successivement secrétaire général de la Fédération des industries mécaniques et transformatrices des métaux au Maroc de 1950 à 1957, membre de l’Association française des relations publiques de 1958 à 1968, secrétaire général adjoint de la Société française de géographie économique de 1967 à 1970, conseiller aux relations publiques du Syndicat général de l’industrie cotonnière française de 1968 à 1987. Il est chargé de mission auprès du secrétaire d’État aux Transports de 1973 à 1977, de la Chambre de commerce et d'industrie de Paris de 1973 à 1989 et du secrétaire d’État auprès du Premier Ministre, chargé de la Francophonie de 1986 à 1988. Il est président du Syndicat des propriétaires forestiers sylviculteurs de l'Hérault et du Syndicat des propriétaires forestiers sylviculteurs de l'Hérault, premier vice-président de l'Union régionale de la forêt privée Languedoc-Roussillon et administrateur de l'Association nationale des officiers honoraires.
Il est élu député de l'Hérault en 1968, secrétaire de l’Assemblée nationale de 1971 à 1972 et devient maire d'Agde en 1971. Il est élu en 1986 au conseil régional du Languedoc-Roussillon, dont il devient le questeur. Vice-président du groupe des anciens députés de l’Assemblée nationale, il est chargé des relations avec la présidence de la République et le Parlement de 1999 à 2006.

### Vie privée
Il épouse Isabelle Gradis, fille de Jean Gradis et petite-fille d'Édouard Goüin.

### Mort
Il meurt, le 6 octobre 2006, d'une douloureuse maladie. Il est inhumé dans la chapelle Saint-Martin de Lambeyran à Lodève.

## Fonctions et mandats
- Député de l'Hérault (1968-1973) ;
- Secrétaire de l’Assemblée nationale (1971-1972) ;
- Maire d'Agde (1971-1989) ;
- Conseiller régional et questeur du Languedoc-Roussillon (1986-1992).